# 橫紋九棘鱸
橫紋九棘鱸（學名：Cephalopholis boenak），又稱橫紋九刺鮨，俗名橫帶鱠、過魚、石斑，為輻鰭魚綱鱸形目鱸亞目鮨科的其中一個種。

## 分布
本魚分布在印度西太平洋的熱帶、亞熱帶海域。

## 深度
水深1至150公尺。

## 特徵
本魚全身黑色，體躯側扁略延長，頭較小，只有體高的3/4，眶間區平坦或微凹陷。眼小，短於吻長。口大；上頜稍能活動，可向前伸出，末端延伸之眼後之下方；上下頜前端具小犬齒，下頜內側齒尖銳，排列不規則，可向內倒狀；鋤骨和腭骨具絨毛狀齒。前鰓蓋緣圓而平滑；體後段有7至8條暗色橫帶，胸鰭向後未達肛門孔。背鰭有硬棘4枚、軟條15至16枚；臀鰭硬棘3枚、軟條9枚，胸鰭圓形，中央之鰭條長於上下方之鰭條，且長於腹鰭以及後眼眶長；尾鰭圓形。上鰓蓋棘及中鰓蓋棘間具有一黑斑；背鰭軟條部、臀鰭及尾鰭暗色而具有淡藍色緣。孔側鱗片45至51枚，縱列鱗數86至100枚，體長可達45公分。

## 生態
主要棲息在熱帶珊瑚礁中，主要以魚類、甲殼類為食。

## 經濟利用
食用魚，數量很少，在市場不易見到，一般已煮湯食用之，味道佳。